# Michele Scarabelli
Michele Scarabelli (Montreal (Canada), 11 april 1955) is een Canadese/Amerikaanse actrice.

## Biografie
Scarabelli heeft gestudeerd aan de McGill-universiteit in haar geboorteplaats Montreal (Canada), en heeft daar haar diploma gehaald in psychologie. Zij startte haar carrière als een model.
Scarabelli begon in 1980 met acteren in de film Prom Night. Hierna heeft ze nog meerdere rollen gespeeld in films en televisieseries zoals Airwolf (1987), Dallas (1988), Alien Nation (1989-1990), Diagnosis Murder (1996), Seven Little Monsters (2000-2003) en Shattered Glass (2003). Verder heeft ze ook haar stem verleend aan de videogames serie van The Journeyman Project.
Scarabelli heeft ook een aantal keer in het theater gestaan in Canada, met de toneelspel Chamber Music in het Centaur Theater en Tape Recorder in het Montreal Actor's Studio.

## Filmografie

### Films
- 2022 Our Italian Christmas Memories - als Donata Collucia
- 2022 A Kismet Christmas - als Patsy
- 2022 The Wedding Veil Legacy - als Isabella Serchio
- 2021 Barking Mad - als Cricket
- 2021 A Christmas Together with You - als Alice Swanson
- 2021 The Vows We Keep - als Faye
- 2021 A Little Daytime Drama - als Lucinda
- 2020 A Godwink Christmas: Second Chance, First Love - als Lois Godfrey
- 2020 Just My Type - als Dottie Chambers
- 2019 Time for You to Come Home for Christmas - als Sandra Winter
- 2018 Barking Mad - als Cricket
- 2017 Marry Me at Christmas - als Loretta Krug
- 2017 Chicanery - als Gina Ricci
- 2017 Hailey Dean Mystery: Deadly Estate - als vrouw
- 2016 Pumpkin Pie Wars - las Faye McArthy
- 2016 Black Widows - als moeder van Olivia
- 2007 Hard Four – als vrouw met wiplash
- 2003 Shattered Glass – als moeder van Ian
- 2003 Student Seduction – als moeder van Josh
- 2001 Living in Fear – als Jeanine Blaylock
- 2001 Pressure Point – als Dana Flowers
- 2000 2001: A Space Travesty – als beveiligingsagente in operatheater
- 1997 Alien Nation: The Udara Legacy – als Susan Francisco
- 1997 Loss of Faith – als Catherine
- 1996 Alien Nation: The Enemy Within – als Susan Francisco
- 1996 Alien Nation: Millennium – als Susan Francisco
- 1995 The Wrong Woman – als Christine Henley
- 1995 Alien Nation: Body and Soul – als Susan Francisco
- 1995 The Colony – als Sandi Barnett
- 1994 Alien Nation: Dark Horizon – als Susan Francisco
- 1994 Secret Adventures: Shrug – als Laurie Thomas
- 1992 I Don't Buy Kisses Anymore – als Connie Klinger
- 1992 Deadbolt – als Therese
- 1990 Perry Mason: The Case of the Defiant Daughter – als mevr. Young
- 1989 Age-Old Friends – als verpleegster Wilson
- 1989 Snake Eater II: The Drug Buster – als dr. Pierce
- 1987 The Guaranteed Way tp Pick Up Single Women: The Movie – als Liz
- 1986 The High Price of Passion – als Chris
- 1986 Perfect Timing – als Charlotte
- 1985 Letting Go – als Terry
- 1985 Breaking All the Rules – als stiefmoeder van David
- 1984 The Hotel New Hampshire – als vriendin van Chip Dove
- 1984 Covergirl – als Sneeuwkoningin
- 1984 Reno and the Doc – als Ann Marie
- 1983 The Funny Farm – als Jokios
- 1983 A Matter of Cunning – als Sandy
- 1980 Suzanne – als Go Go danseres
- 1980 Prom Night – als danseres op Prom Night

### Televisieseries
Uitgezonderd eenmalige gastrollen.
- 2021 Superman and Lois - als Martha Kent - 3 afl.
- 2000 – 2003 Seven Little Monsters – als Six – 49 afl.
- 2002 Le dernier chapitre: La Suite – als Deborah Mousseau – 6 afl.
- 1996 Diagnosis Murder – als Leah King – 2 afl.
- 1992 Bodies of Evidence – als Holly Bennett – 2 afl.
- 1989 – 1990 Alien Nation – als Susan Francisco – 22 afl.
- 1988 Dallas – als Connie Hall – 6 afl.
- 1987 Airwolf – als Jo Santini – 24 afl.
- 1986 – 1987 Seeing Things – als Debbie – 2 afl.

### Computerspellen
- 1998 The Journeyman Project 3: Legacy of Time – als Michelle Visard
- 1997 The Journeyman Project: Pegasus Prime – als Michelle Visard
- 1995 The Journeyman Project 2: Buried in Time – als Michelle Visard

- Biblioteca Nacional de España: XX1083021
- Bibliothèque nationale de France: cb14047851b (data)
- International Standard Name Identifier: 0000 0001 1507 0974
- Library of Congress Control Number: no2010018468
- Nationale Bibliotheek van Polen: a0000001719192
- Virtual International Authority File: 54348890
- WorldCat: E39PBJB4cw3bQ9JkxFWW634KBP